# SnowRunner
SnowRunner ist ein Fahrzeugsimulationsvideospiel mit Offroad-Fahrzeugen, das von Saber Interactive entwickelt und von Focus Home Interactive am 28. April 2020 veröffentlicht wurde. Es ist der direkte Nachfolger des 2017 publizierten Spiels MudRunner.

## Spielweise
Ähnlich wie der Vorgänger ist SnowRunner ein Off-Road-Fahrzeug-Simulationsvideospiel, bei dem es darum geht, in verschiedenen geländegängigen Fahrzeugen und mit Hilfe einer Karte durch matschige, vereiste, unbefestigte Straßen und Gewässer zu fahren und dabei verschiedene Aufgaben zu erfüllen, wobei nicht jede spielbare Region Schneegebiete enthält, wie der Name vermuten ließe. Die Missionen bauen diesmal aufeinander auf, so erkundet man die Gegend und deckt mittels Aussichtstürmen oder eines mobilen Radars die Karte auf. Es werden Brücken gebaut, die später zum Transport von sperrigen Lasten verwendet werden.
Das Progressionssystem wurde auch deutlich überarbeitet, so dass der Fuhrpark im Verlaufe des Spieles immer weiter wächst. Durch Erfüllung von Missionen sammelt man Erfahrungspunkte und Geld, mit dem man neue Wagen kaufen kann, um größere Missionen zu erfüllen.
Es gibt sowohl einen Einzelspieler- als auch einen Mehrspieler-Koop-Modus. Beim Koop erhält allerdings nur der Host der Sitzung Fortschritt; die bis zu drei weiteren Spieler erhalten lediglich Erfahrungspunkte und Geld.

## Spielinhalte

### Basisspiel
Mit dem Basisspiel erschienen drei Regionen mit je vier Karten, welche in beliebiger Reihenfolge spielbar sind.

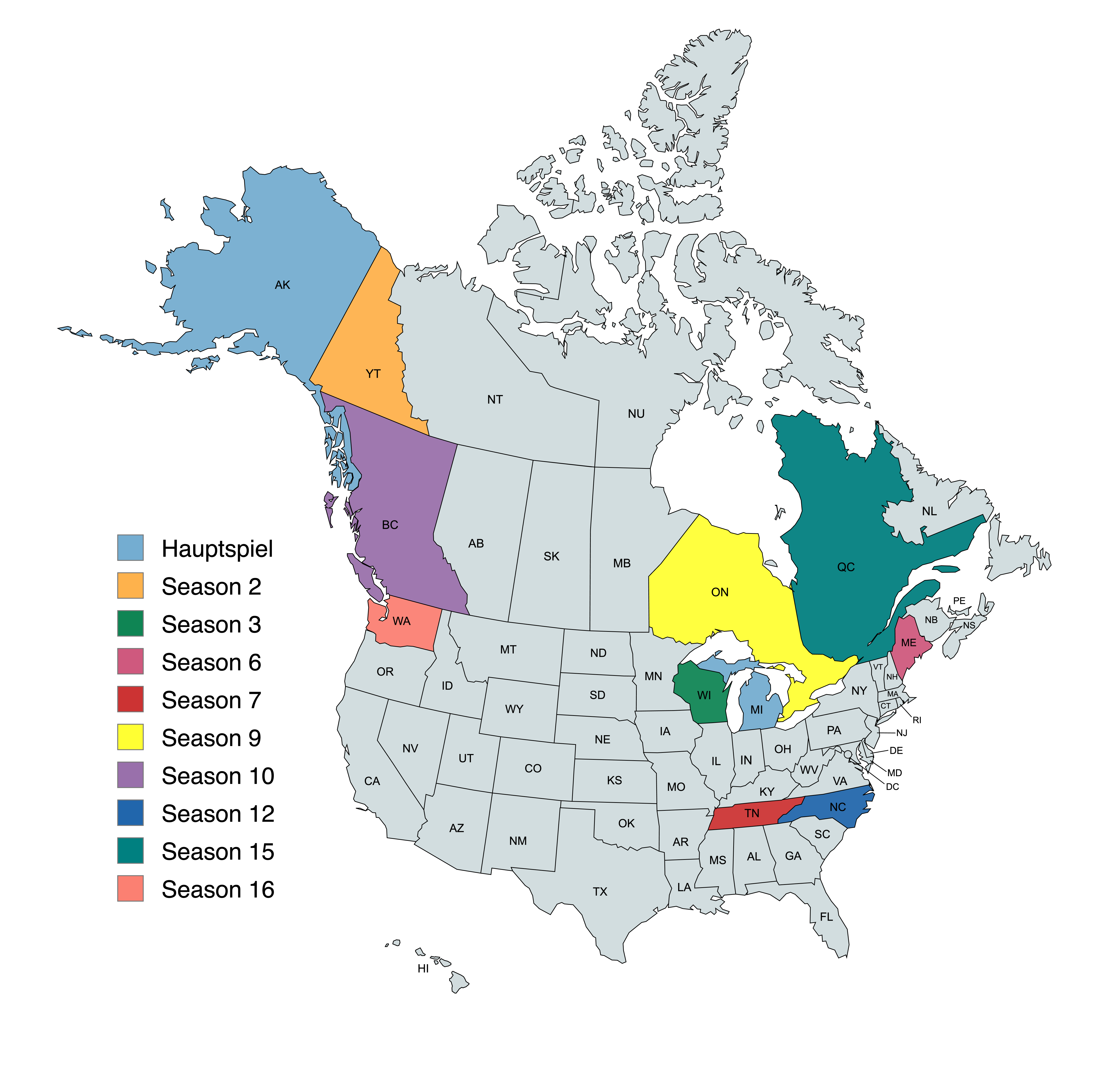
Übersicht der spielbaren Regionen in Nordamerika

| Bezeichnung       | Anzahl Karten | Region           | Anzahl Missionen | Schneegebiet | Erscheinungsdatum |
| ----------------- | ------------- | ---------------- | ---------------- | ------------ | ----------------- |
| Hauptspiel Teil 1 | 4             | Michigan, USA    | 89               | nein         | 28. Apr. 2020     |
| Hauptspiel Teil 2 | 4             | Alaska, USA      | 81               | ja           | 28. Apr. 2020     |
| Hauptspiel Teil 3 | 4             | Taimyr, Russland | 78               | nein         | 28. Apr. 2020     |

### Erweiterungen
Dem Spiel wurde bis von 2021 bis 2024 jedes Jahr ein sogenannter Season-Pass hinzugefügt, welcher mehrere neue Spielinhalte (DLC) mitbringt, die in unregelmäßigen Abständen erscheinen. Jeder Pass enthält vier Erweiterungen, wobei die ersten drei Erweiterungen meist zwei neue Karten mitbringen (mit Ausnahme von Season 7 und Season 13) und die letzte Erweiterung des Passes vier Karten beinhaltet. Die Karten basieren auf Orten oder Bundesstaaten in Kanada, den USA oder Euroasien.
Jedes DLC beinhaltet zwei oder in seltenen Fällen auch drei oder vier neue Fahrzeuge. Ein Fahrzeug ist dabei nie an eine feste Karte gebunden und kann auf jeder beliebigen Karte verwendet werden. Allerdings können im Spiel selbst amerikanische Fahrzeuge nur in amerikanischen Regionen und eurasische Fahrzeuge nur in eurasischen Regionen erworben werden.
Einige DLCs bringen auch neue Spielmechaniken mit sich. Seit Season 2 gibt es ein Crafting-System, welches es ermöglicht Waren aus anderen Waren herzustellen. Beispielsweise lassen sich aus Zement Betonplatten herstellen oder aus Metallrollen können Rohre gefertigt werden. Dazu liefert man Waren zu einer Fabrik, wandelt sie dort um und transportiert sie anschließend weiter. Seit Season 4 ist es möglich kurze Holzstämme über einen Transportaufbau mit einem LKW zu transportieren. Mit Season 6 folge ein Transportaufbau für mittellange Holzstämme, welche bis dahin nur mit einem bestimmten Fahrzeug oder einem speziellen Anhänger transportiert werden konnten. Season 7 unterliegt einer Rallye-Thematik und ermöglichte es Rennen gegeneinander zu fahren. In Season 8 wurden Mechaniken zum Ackerbau sowie einige Traktoren ergänzt, was auch in Season 14 wieder Teil des Spieleinhalts ist. Mit Season 9 wurden Wassertanks eingeführt, die es wahlweise als Anhänger oder als Wechselaufbau für verschiedene Fahrzeuge gibt. Ähnlich wie die bereits im Basisspiel vorhandenen Kraftstofftanks an Tankstellen gefüllt werden müssen, füllt man Wassertanks an Wassertürmen.
| Paket       | Bezeichnung                 | Anzahl Karten | Anzahl Fahrzeuge | Region                             | Anzahl Missionen | Schneegebiet | Erscheinungsdatum Paket | Erscheinungsdatum DLC |
| ----------- | --------------------------- | ------------- | ---------------- | ---------------------------------- | ---------------- | ------------ | ----------------------- | --------------------- |
| Year 1 Pass | Season 1 „Search & Recover“ | 2             | 3                | Halbinsel Kola, Russland           | 55               | ja           | 28. Apr. 2020           | 15. Juli 2020         |
| Year 1 Pass | Season 2 „Explore & Expand“ | 2             | 3                | Yukon, Kanada                      | 56               | Überwiegend  | 28. Apr. 2020           | 16. Nov. 2020         |
| Year 1 Pass | Season 3 „Locate & Deliver“ | 2             | 3                | Wisconsin, USA                     | 48               | nein         | 28. Apr. 2020           | 11. Feb. 2021         |
| Year 1 Pass | Season 4 „New Frontiers“    | 4             | 2                | Amur, Russland                     | 103              | ja           | 28. Apr. 2020           | 18. Mai 2021          |
| Year 2 Pass | Season 5: Build & Dispatch  | 2             | 2                | Don, Russland                      | 34               | nein         | 18. Mai 2021            | 9. Sep. 2021          |
| Year 2 Pass | Season 6: Haul & Hustle     | 2             | 2                | Maine, USA                         | 51               | Überwiegend  | 18. Mai 2021            | 7. Dez. 2021          |
| Year 2 Pass | Season 7: Compete & Conquer | 1             | 2                | Tennessee, USA                     | 35               | nein         | 18. Mai 2021            | 31. Mai 2022          |
| Year 2 Pass | Season 8: Grand Harvest     | 4             | 3                | Belosersker Lichtung, Zentralasien | 107              | nein         | 18. Mai 2021            | 13. Okt. 2022         |
| Year 3 Pass | Season 9: Renew & Rebuild   | 2             | 2                | Ontario, Kanada                    | 60               | nein         | 8. Dez. 2022            | 28. Feb. 2023         |
| Year 3 Pass | Season 10: Fix & Connect    | 2             | 2                | British Columbia, Kanada           | 64               | nein         | 8. Dez. 2022            | 18. Juli 2023         |
| Year 3 Pass | Season 11: Lights & Cameras | 2             | 2                | Skandinavien                       | 67               | ja           | 8. Dez. 2022            | 19. Oktober 2023      |
| Year 3 Pass | Season 12: Public Energy    | 4             | 2                | North Carolina, USA                | 108              | nein         | 8. Dez. 2022            | 31. Januar 2024       |
| Year 4 Pass | Season 13: Dig & Drill      | 1             | 2                | Almaty, Kasachstan                 | 46               | nein         | 31. Januar 2024         | 04. Juni 2024         |
| Year 4 Pass | Season 14 Reap & Sow        | 2             | 4                | Österreich                         | 62               | nein         | 31. Januar 2024         | 26. September 2024    |
| Year 4 Pass | Season 15 Oil & Dirt        | 2             | 2                | Québec, Kanada                     | 64               | ja           | 31. Januar 2024         | 10. April 2025        |
| Year 4 Pass | Season 16 (Titel unbekannt) | 3             | 3                | Washington, USA                    | 93               | nein         | 31. Januar 2024         | 2025                  |

### Verfügbare Fahrzeuge
| Herkunft    | Klasse        | Bezeichnung                    | Originalvorlage              | Im Basisspiel enthalten |
| ----------- | ------------- | ------------------------------ | ---------------------------- | ----------------------- |
| Nordamerika | Schnellstraße | Ford CLT9000                   | Ford CLT9000                 | ja                      |
| Nordamerika | Schnellstraße | GMC MH9500                     | GMC MH9500                   | ja                      |
| Nordamerika | Schnellstraße | International Transtar 4070A   | International Transtar 4070A | ja                      |
| Nordamerika | Schnellstraße | Kenworth T880                  | Kenworth T880                | DLC                     |
| Nordamerika | Schnellstraße | Mack TerraPro                  | Mack TerraPro                | DLC                     |
| Nordamerika | Schnellstraße | Western Star 57X               | Western Star 57X             | DLC                     |
| Nordamerika | Heavy Duty    | Caterpillar CT680              | Caterpillar CT680            | ja                      |
| Nordamerika | Heavy Duty    | Caterpillar CT681              | Caterpillar CT681            | DLC                     |
| Nordamerika | Heavy Duty    | Chevrolet Kodiak C70           | Chevrolet Kodiak C70         | ja                      |
| Nordamerika | Heavy Duty    | Fleetstar F2070A               | Fleetstar F2070A             | ja                      |
| Nordamerika | Heavy Duty    | Freightliner FLD 120           | Freightliner FLD 120         | DLC                     |
| Nordamerika | Heavy Duty    | GMC Brigadier 8000             | GMC Brigadier 8000           | DLC                     |
| Nordamerika | Heavy Duty    | International HX 520           | International HX 520         | DLC                     |
| Nordamerika | Heavy Duty    | Kenworth C500                  | Kenworth C500                | DLC                     |
| Nordamerika | Heavy Duty    | Mack Pinnacle                  | Mack Pinnacle                | DLC                     |
| Nordamerika | Heavy Duty    | Mercer K520                    | Mercer K520                  | Season 15               |
| Nordamerika | Heavy Duty    | Pacific P12                    | Pacific P12                  | ja                      |
| Nordamerika | Heavy Duty    | Pacific P16                    | Pacific P16                  | ja                      |
| Nordamerika | Heavy Duty    | Pacific P512 PF                | Pacific P512 PF              | Season 3                |
| Nordamerika | Heavy Duty    | White Western Star 4964        | White Western Star 4964      | ja                      |
| Nordamerika | Schwer        | Aramatsu Forester              | John Deere 1210E             | Season 6                |
| Nordamerika | Schwer        | Caterpillar 745C               | Caterpillar 745C             | ja                      |
| Nordamerika | Schwer        | Caterpillar 770G               | Caterpillar 770G             | Season 2                |
| Nordamerika | Schwer        | Derry Longhorn 3194            | Oshkosh M911                 | ja                      |
| Nordamerika | Schwer        | Derry Longhorn 4520            | Oshkosh M1070                | ja                      |
| Nordamerika | Schwer        | Derry Longhorn Special 15C-117 | Oshkosh M978 Hemtt           | Season 9                |
| Nordamerika | Schwer        | FEMM 37-AT                     | Yamal B-6M                   | Season 12               |
| Nordamerika | Schwer        | International Paystar 5600TS   | International Paystar 5600TS | Season 3                |
| Nordamerika | Schwer        | Kenworth 963                   | Kenworth 963                 | Season 10               |
| Nordamerika | Schwer        | Kenworth W990                  | Kenworth W990                | DLC                     |
| Nordamerika | Schwer        | Navistar 5000-MV               | Navistar 5000-MV             | DLC                     |
| Nordamerika | Schwer        | Sleiter ST 833 "Chimera"       | MOL F7066                    | Season 16               |
| Nordamerika | Schwer        | Sleiter ST 816 "Elephant"      | MOL TB800                    | Season 15               |
| Nordamerika | Schwer        | Western Star 47X NF 1424       | Western Star 47X NF 1424     | DLC                     |
| Nordamerika | Schwer        | Western Star 47X NF 1430       | Western Star 47X NF 1430     | DLC                     |
| Nordamerika | Schwer        | Western Star 49X               | Western Star 49X             | DLC                     |
| Nordamerika | Schwer        | Western Star 6900 TwinSteer    | Western Star 6900 TwinSteer  | ja                      |
| Nordamerika | Schwer        | Western Star 6900XD            | Western Star 6900XD          | DLC                     |
| Nordamerika | Offroad       | Ankatra 1160                   | Ankatra 1160                 | Season 14               |
| Nordamerika | Offroad       | HIB Billert 1980               | DAF T244 4x4                 | Season 15               |
| Nordamerika | Offroad       | Freightliner 114SD             | Freightliner 114SD           | ja                      |
| Nordamerika | Offroad       | Freightliner M916A1            | Freightliner M916A1          | ja                      |
| Nordamerika | Offroad       | International Paystar 5070     | International Paystar 5070   | ja                      |
| Nordamerika | Offroad       | Mack Defense M917A3            | Mack Defense M917A3          | Season 10               |
| Nordamerika | Offroad       | Royal BM17                     | Scammell S24                 | ja                      |
| Nordamerika | Offroad       | ZiKZ 566A                      | MAZ-200                      | Season 9                |
| Nordamerika | Scout         | Caterpillar TH357              | Caterpillar TH357            | Season 2                |
| Nordamerika | Scout         | Chevrolet Apache               | Chevrolet Apache             | DLC                     |
| Nordamerika | Scout         | Chevrolet CK1500               | Chevrolet CK1500             | ja                      |
| Nordamerika | Scout         | EarthRoamer LTi                | EarthRoamer LTi              | Season 14               |
| Nordamerika | Scout         | EarthRoamer SX                 | EarthRoamer SX               | Season 14               |
| Nordamerika | Scout         | Ford F 750                     | Ford F 750                   | Season 1                |
| Nordamerika | Scout         | Gor BY-4                       | ZAZ-965                      | Season 7                |
| Nordamerika | Scout         | Hummer H2                      | Hummer H2                    | ja                      |
| Nordamerika | Scout         | International Loadstar 1700    | International Loadstar 1700  | ja                      |
| Nordamerika | Scout         | Jeep CJ7 Renegade              | Jeep CJ7 Renegade            | DLC                     |
| Nordamerika | Scout         | Jeep Wrangler                  | Jeep Wrangler                | DLC                     |
| Nordamerika | Scout         | Land Rover Defender 110        | Land Rover Defender 110      | DLC                     |
| Nordamerika | Scout         | Land Rover Defender 90         | Land Rover Defender 90       | DLC                     |
| Nordamerika | Scout         | MTB 8106                       | Force Gurkha                 | Season 12               |
| Nordamerika | Scout         | Rezvani Hercules 6x6           | Rezvani Hercules 6x6         | DLC                     |
| Nordamerika | Scout         | Scout 800                      | Scout 800                    | ja                      |
| Eurasien    | Schwer        | Azov 42-20 Antarctic           | KamAZ-6345 Arctic            | ja                      |
| Eurasien    | Schwer        | Azov 67096 „Atom“              | KamAZ-65808                  | DLC                     |
| Eurasien    | Schwer        | Azov 73210                     | KamAZ-5340                   | ja                      |
| Eurasien    | Schwer        | BOAR 45318                     | TONAR-7501                   | Season 3                |
| Eurasien    | Schwer        | DAN 96320                      | BAZ-69092                    | ja                      |
| Eurasien    | Schwer        | Futom 7290RA                   | Futom 7290RA                 | Season 14               |
| Eurasien    | Schwer        | Kirovets K-700                 | Kirovets K-700               | Season 8                |
| Eurasien    | Schwer        | Kirovets K-7M                  | Kirovets K-7M                | Season 8                |
| Eurasien    | Schwer        | KOLOB 74760                    | MZKT-741351                  | ja                      |
| Eurasien    | Schwer        | KOLOB 74941                    | MZKT-741350                  | ja                      |
| Eurasien    | Schwer        | PLAD 440 "Buddy"               | Faun L912                    | Season 16               |
| Eurasien    | Schwer        | PLAD 450                       | Faun HZ 70.80                | Season 13               |
| Eurasien    | Schwer        | Tatra FORCE T815-7             | Tatra FORCE T815-7           | Season 5                |
| Eurasien    | Schwer        | Tatra T813                     | Tatra T813                   | DLC                     |
| Eurasien    | Schwer        | ZiKZ 605R                      | MAZ-537                      | Season 4                |
| Eurasien    | Schwer        | ZiKZ 612H                      | MAZ-543                      | DLC                     |
| Eurasien    | Offroad       | Azov 43-191 „Sprinter“         | KamAZ-4326-9                 | Season 7                |
| Eurasien    | Offroad       | Azov 5319                      | KamAZ-6560M                  | ja                      |
| Eurasien    | Offroad       | Azov 64131                     | KamAZ-65228                  | ja                      |
| Eurasien    | Offroad       | KRS 58 „Bandit“                | P8WD „GEOLKOM-PM“            | Season 2                |
| Eurasien    | Offroad       | Step 310E                      | ZiL-E133Vyat                 | ja                      |
| Eurasien    | Offroad       | Step 33-64 „Crocodile“         | ZiL-164                      | DLC                     |
| Eurasien    | Offroad       | Step 39331 „Pike“              | ZiL-133                      | Season 8                |
| Eurasien    | Offroad       | Tatra 805                      | Tatra 805                    | DLC                     |
| Eurasien    | Offroad       | Tatra PHOENIX                  | Tatra 158 Phoenix            | Season 5                |
| Eurasien    | Offroad       | Tayga 6436                     | KrAZ-6443                    | ja                      |
| Eurasien    | Offroad       | Tayga 6455B                    | KrAZ-255                     | Season 6                |
| Eurasien    | Offroad       | TUZ 108 „Warthog“              | GAZ-3308                     | Season 1                |
| Eurasien    | Offroad       | TUZ 16 „Actaeon“               | GAZ-66                       | Season 1                |
| Eurasien    | Offroad       | Voron AE-4380                  | Ural-4320                    | ja                      |
| Eurasien    | Offroad       | Voron D-53233                  | Ural-55223                   | ja                      |
| Eurasien    | Offroad       | Voron Grad                     | Ural Next                    | ja                      |
| Eurasien    | Offroad       | ZiKZ 5368                      | MAZ-509                      | ja                      |
| Eurasien    | Scout         | AAC 580DW                      | UMM Alter                    | Season 13               |
| Eurasien    | Scout         | Burlak 6x6                     | Burlak 6x6                   | Season 11               |
| Eurasien    | Scout         | DON 71                         | Lada Niva 21213              | ja                      |
| Eurasien    | Scout         | KHAN 317 Sentinel              | UAZ-2363                     | Season 4                |
| Eurasien    | Scout         | KHAN 39 Marshall               | UAZ-3151                     | DLC                     |
| Eurasien    | Scout         | KHAN Lo4F                      | UAZ-3741                     | ja                      |
| Eurasien    | Scout         | Neo Falcon 2000                | Neo Falcon 2000              | Season 11               |
| Eurasien    | Scout         | TUZ 166                        | GAZ-69A                      | ja                      |
| Eurasien    | Scout         | TUZ 420 „Tatarin“              | GAZ-59037A                   | ja                      |
| Eurasien    | Scout         | YAR 87                         | TREKOL-39294                 | ja                      |

## Rezeption

### Rezensionen
Auf der Aggregatorseite Metacritic hat SnowRunner für die Versionen für den PC eine Gesamtpunktzahl von 82, die Playstation-4-Version von 80 und die Xbox-One-Version einen Score von 81. Dies ist deutlich höher als beim direkten Vorgänger MudRunner und vor allem durch den enormen Zuwachs an Inhalt zu erklären.

### Verkaufszahlen
Der positive Trend der Bewertungen spiegelt sich auch in den Verkaufszahlen wider, so verkaufte sich SnowRunner innerhalb der ersten drei Wochen bereits über 1 Million Mal über die Xbox One, die PlayStation 4 und den PC. Der direkte Vorgänger MudRunner kam im Zeitraum von 2 Monaten lediglich auf eine halbe Million verkaufte Exemplare.